# آناستازیا لیسنکو
آناستازیا لیسنکو (اوکراینی: Анастасія Сергіївна Лисенко؛ زادهٔ ۲ دسامبر ۱۹۹۵) وزنه‌بردار اهل اوکراین است.
وی در مسابقات کشوری و بین‌المللی در مجموع برندهٔ ۴ مدال نقره شده‌است.